# 511

## Události
- v Antiochii vypukly spory mezi příznivci patriarchy Flaviana II. a příznivci císaře Anastasia I.
- po smrti franského krále Chlodvíka I. byla jeho říše rozdělena mezi jeho čtyři syny

## Hlavy států
- Papež – Symmachus (498–514)
- Byzantská říše – Anastasius I. (491–518)
- Franská říše – Chlodvík I. (481–511)
  - Soissons – Chlothar I. (511–561)
  - Paříž – Childebert I. (511–558)
  - Orléans – Chlodomer (511–524)
  - Remeš – Theuderich I. (511–534)
- Perská říše – Kavád I. (488–496, 499–531)
- Ostrogóti – Theodorich Veliký (474–526)
- Vizigóti – Gesalich (507–511) » Amalarich (511–531)
- Vandalové – Thrasamund (496–523)